# Jakiw Schelesnjak
Jakiw Illitsch Schelesnjak (ukrainisch Я́ків Іллі́ч Железня́к; * 10. April 1941 in Odessa, Ukrainische SSR) ist ein ehemaliger sowjetischer Sportschütze.

## Erfolge
Jakiw Schelesnjak, der für Dynamo Odessa aktiv war, nahm an den Olympischen Spielen 1972 in München im Wettbewerb auf die Laufende Scheibe über 50 m teil. Er erzielte insgesamt 569 Punkte, was ein neuer Weltrekord war. Damit belegte er schließlich auch den ersten Rang und wurde so Olympiasieger. Bei Weltmeisterschaften wurde er sechsmal mit der Mannschaft Weltmeister. 1966 in Wiesbaden, 1973 in Melbourne, 1974 in Bern und 1975 in München sicherte er sich mit der Mannschaft den Titel im normalen Lauf, sowie 1973 und 1974 im gemischten Lauf.